# Colonne sonore di Azumanga daiō
Questa pagina raccoglie tutti i CD contenenti la colonna sonora dell'anime Azumanga daiō, realizzata dal compositore Masaki Kurihara.

## Azumanga daioh Original Soundtrack, Volume 1

### Tracce
1. Let's Begin
2. Soramimi Cake [Ear"-Playing-Tricks Cake] (TV Size)
3. Of All Circumstances!
4. New School Term ①
5. You Mean, During the Break? ①
6. Let's Go Slowly
7. …Well
8. Bonkura-zu
9. Somehow
10. What Do You Mean?
11. I Think You're Wrong
12. It's a Tightrope
13. New School Term ②
14. Miss Yukari Goes Wild! ~ First Half ~
15. Miss Yukari Goes Wild! ~ Second Half ~
16. Melancholy of Chiyo-chan
17. See You Tomorrow
18. It's a Stroll
19. New School Term ③
20. Chiyo-chan Runs!
21. Is It a Break? ②
22. It's a Holiday Tomorrow!
23. So Suspicious
24. New School Term ④
25. I Wonder Why
26. Big Trouble!?
27. Good Scenery
28. What Are You Talking About?
29. Good Night
30. New School Term ⑤
31. Damn, It's Too Late
32. It's All Right
33. …huh?
34. New School Term ⑥
35. Hang On~
36. Starry Night
37. Like This Sky
38. Raspberry Heaven (TV Size)

## Azumanga daioh Original Soundtrack, Volume 2
1. 6-nin wa itsudemo issho
2. Nice desu yo
3. Yorokonderu...?
4. Hodo hodo ni ne
5. Ki wo tsukero
6. Yuyake koyake
7. '@'ye catch (1)
8. Shiisah yaibiimi?
9. Umi no naka de osanpo
10. Shuhgaku ryokō desuka
11. Yume no shima e
12. Yamapikarya-!!
13. Yamapikarya-!?
14. '@'ye catch (2)
15. Mayah to ita kisetsu
16. Mayah to issho
17. Osaka, ooi ni kataru
18. '@'tto iuma no 3-nenkan
19. Sakura, sake
20. Chiisana shoujo ni shukufuku wo
21. Minna, zutto, issho
22. Opening
23. Bakuhatsu Bonkurahs
24. Chiyo-chan wa 10-sai de kōkosei
25. Osaka jugyochu no kuhso
26. Osage wo sagashite suspense
27. Chiyo teki fantasy
28. Another Chiyo
29. Ichi-nichi no owari ni
30. Daijōbu desu yo
31. Daijōbu!
32. Makeruna Chiyo-chan
33. Genki...yade?
34. Chiyo-chan no tsukurimasho